# Mai Ishibashi
Mai Ishibashi (ur. 2 lipca 1989) – japońska lekkoatletka specjalizująca się w biegach długich. 
W 2011 zdobyła brązowy medal uniwersjady w biegu na 10 000 metrów. 
Rekord życiowy: bieg na 10 000 metrów – 32:37,25 (24 kwietnia 2011, Kobe). 

## Osiągnięcia
| Rok  | Impreza                                   | Miejsce   | Konkurencja      | Lokata      | Wynik    |
| ---- | ----------------------------------------- | --------- | ---------------- | ----------- | -------- |
| 2011 | Uniwersjada                               | Shenzhen  | bieg na 10 000 m | 3. miejsce  | 33:41,90 |
| 2013 | Mistrzostwa świata w biegach przełajowych | Bydgoszcz | bieg seniorek    | 85. miejsce | 27:28    |